# 斡啜
斡啜（オジュ、生年不詳 - 皇統8年（1148年））は、金の皇族。女真名は兀朮（ウジュ）・烏珠（ウジュ）とも。漢名は宗弼。初代皇帝の太祖阿骨打（アクダ）の四男。

## 生涯
元妃烏古論氏の子として生まれた。1125年に叔父の太宗呉乞買（ウキマイ）に従い、従兄の粘没喝（ネメガ、宗翰）と共に北宋の都の開封に攻め寄せて、徽宗・欽宗父子をはじめとして、北宋の皇族・大臣らを捕虜として北方に連行した。
やがて、江南に逃れた康王趙構（高宗）が南宋を建国した。オジュは叔父の太宗の厳命で、長江を越えて追撃するが、深入りしすぎて引き揚げに苦労し、鎮江と揚州のあいだで宋将の韓世忠らの軍勢に敗退した。天会8年（1130年）、訛里朶（宗輔）の陝西平定戦に従軍するも、張浚の前に大敗する。天会9年（1131年）、再び陝西攻略の作戦を起こし、これを攻略。天会15年（1137年）、甥の3代熙宗ホラにより、今までの功績で瀋王・右副元帥に封じられた。これによって、彼は金の軍事権を全面的に握った。天眷元年（1138年）、再び南宋に遠征し、岳飛・韓世忠等と接敵しそうになるが、酷暑により両者軍を退いた。その後も、引き続き都元帥・太保・領行台尚書省を歴任した。やがて政治家としての能力を認められて、尚書・左丞相・侍中に昇進し、異母兄の斡本（オベン、宗幹）と共に金の頂点として君臨した。天眷3年（1140年）、再度南宋に遠征し、今度は河南南部を奪回した。
皇統8年（1148年）に死去。熙宗によって、亡兄の斡本と同様に忠烈王の諡号を贈られ、梁王に昇格した。

## 宗室

### 妻妾
- 趙円珠 - 北宋の儀福帝姫。徽宗の娘。

### 子女
- 韓王 孛迭（亨）
- 寿康公主 蒲剌
- 習撚

その他、多数